# Kartlis Zchowreba
Kartlis Zchowreba (georgisch ქართლის ცხოვრება ‚Georgische Chroniken‘) ist eine Sammlung von Texten aus dem 9. bis 14. Jahrhundert. Sie ist die wichtigste Quelle zur Geschichte Georgiens zur Zeit des Feudalismus. Sie wurde von Gertrud Pätsch ins Deutsche übertragen und mit einem ausführlichen Vorwort versehen.

## Ausgaben
- Gertrud Pätsch (Hrsg.): Das Leben Kartlis. Eine Chronik aus Georgien 300–1200. Dietrich, Leipzig 1985.
- The Georgian Chronicle (englisch)